# Oxysarcodexia comparilis
Oxysarcodexia comparilis är en tvåvingeart som först beskrevs av Henry J. Reinhard 1939.  Oxysarcodexia comparilis ingår i släktet Oxysarcodexia och familjen köttflugor. Inga underarter finns listade i Catalogue of Life.